# 拉迪信息学、计算和工程学院
拉迪信息学、计算和工程学院（Luddy School of Informatics, Computing, and Engineering）是印第安纳大学的一个学术单位，位于印第安纳大学布卢明顿分校和印第安纳大学印第安纳波利斯分校。在布卢明顿校区，学院由信息学系、计算机科学系、信息与图书馆科学系和智能系统工程系组成。在印第安纳波利斯校区，学院由以人为本的计算系、生物健康信息学系和图书馆与信息科学系组成。

## 院系

### 布卢明顿校区
- 计算机科学[2]
- 信息学[3]
- 信息与图书馆科学[4]
- 智能系统工程[5]

### 印第安纳波利斯校区
- 生物健康信息学[6]
- 以人为本的计算[7]
- 图书馆与信息科学[8]